# Estany d'Engolasters
Estany d'Engolasters är ett vattenmagasin i Andorra. Det ligger i parroquian Andorra la Vella, i den centrala delen av landet. Estany d'Engolasters ligger 1 615 meter över havet. En väg går från magasinet till orten Engolaster.
Trakten runt Estany d'Engolasters består i huvudsak av blandskog.